# Callicera
Callicera es un género de moscas sírfidas. Se caracterizan por su rostro y ojos velludos. Las alas miden h 9.75 a 15 mm de largo. Algunas especies se parecen a los abejorros.

## Especies
- Callicera aenea (Fabricius, 1781))[2]
- Callicera aurata (Rossi, 1790)
- Callicera duncani Curran, 1935
- Callicera erratica (Walker, 1849)
- Callicera exigua Smit, 2014
- Callicera fagesii Guérin-Menéville, 1844
- Callicera macquarti Róndani, 1844
- Callicera montensis Nieve, 1892
- Callicera rohdendorfi Zimina, 1982
- Callicera rufa Schummel, 1842
- Callicera scintilla Smit, 2014
- Callicera spinolae Róndani, 1844